# God Is My Co-Pilot
God Is My Co-Pilot est un groupe de queercore américain, originaire de New York. Les deux principaux membres de God Is My Co-Pilot sont Sharon Topper au chant, et Craig Flanagin à la guitare. Le groupe est souvent rejoint par des musiciens invités, tels que John Zorn, Jad Fair, et quelques autres. Le groupe inclut aussi Fly et Daria Klotz, toutes deux à la basse, et Fredrik Haake à la batterie. Ils ont fait des tournées et joué avec plusieurs autres groupes, comme les Melt-Banana, un groupe noise rock japonais.

## Biographie
Topper et Flanagin forment God Is My Co-Pilot en 1990 après s'« être abrutis » avec la musique moderne de l'époque ; dans un pur esprit do-it-yourself, Flanagin amène sa première guitare et développe une technique d'improvisation autodidacte. Avec plusieurs percussionnistes, lui et Topper commencent à jouer à travers New York, devenant ainsi membres du club Knitting Factory. En 1991, ils publient un premier EP intitulé Four Steps Down the Road to Trouble, au label Making of Americans ; leur premier album studio, I am Not this Body, qui comprend 34 chansons, est publié un an plus tard, en 1992. 
Rien qu'en 1993, GodCo publient dix albums à part, dans une variété de formats (l'album live Tight Like Fist, l'EP When This You See Remember Me, et la cassette What Doctors Don't Tell You) sur différents labels comme Knitting Factory Works, Dark Beloved Cloud, et Shrimper, respectivement. En 1994, Leur longue affiliation avec la série Jewish Culture de John Zorn résulte en la publication de Mir Shlufn Nisht, une compilation de chansons hébreux et yiddish. Ils sortiront en 1996 le best-of The Best of God Is My Co-Pilot, et Excuse Me, Don't Squeeze Me, un split en collaboration avec Melt-Banana, en 1997. L'album Get Busy suit en 1998. 

## Style musical
Leur style musical est décrit comme un mélange expérimental, rock bruitiste, punk hardcore avec des sons jazz,,,,. Un fanzine américain, Stay Free, qualifiera leur musique de « free punk ». Le groupe n'a jamais accepté cette appellation, préférant ne pas être catégorisé dans un genre musical.
Les thèmes de leurs chansons tournent principalement autour de la sexualité, du sexisme et des genres. Leurs chansons sont principalement en anglais, mais certaines de leurs chansons sont en français, en allemand, en finnois, entre autres. Leur production est extrêmement prolifique et ils ont enregistré de nombreux albums, tous sur des labels indépendants.

## Discographie

### Albums studio
- 1992 : I am Not this Body
- 1992 : Speed Yr. Trip
- 1992 : Straight Not
- 1993 : Tight Like Fist
- 1994 : How to Be
- 1994 : Mir Shlufn Night
- 1994 : Sex is for Making Babies
- 1995 : Neko No Akubi: Nihon No Fi
- 1995 : Puss 02
- 1995 : The History of Music vol. 1
- 1996 : The History of Music vol. 2
- 1997 : Peel Sessions
- 1997 : Je suis trop content
- 1998 : Get Busy

### Singles
- 1991 : Songs of Praise
- 1991 : Refused Medical Attention
- 1992 : On a Wing and a Prayer
- 1992 : Gender is As Gender Does
- 1993 : How I Got Over
- 1993 : My Sinister Hidden Agenda
- 1993 : Pissing and Hooting
- 1993 : Illusions of Secrecy
- 1993 : When You See this Remember Me
- 1993 : Probable Cause ; Life under Occupation ; Held Down God Is My Co-Pilot/ Fifth Column (split single)
- 1993 : Ykt Flot!
- 1994 : Sharon Quite Fancies Jo
- 1994 : This Is No Time to Be Frail
- 1994 : Kitty Bait
- 1994 : Butch Flip God Is My Co-Pilot/ Melt-Banana (split single)
- 1995 : An Appeal To Reason
- 1995 : Ootko sä poika vai tyttö?